# Skole, Ucraina
Skole (în ucraineană Сколе) este orașul raional de reședință al raionului Skole din regiunea Liov, Ucraina. În afara localității principale, nu cuprinde și alte sate.

## Demografie
Componența lingvistică a orașului Skole
     Ucraineană (97,95%)
     Rusă (1,62%)
     Alte limbi (0,22%)
Conform recensământului din 2001, majoritatea populației orașului Skole era vorbitoare de ucraineană (97,95%), existând în minoritate și vorbitori de rusă (1,62%).